# San Carlos II (Texas)
San Carlos II es un lugar designado por el censo ubicado en el condado de Webb en el estado estadounidense de Texas. En el Censo de 2010 tenía una población de 261 habitantes y una densidad poblacional de 1.399,62 personas por km².

## Geografía
San Carlos II se encuentra ubicado en las coordenadas 27°29′23″N 99°22′7″O / 27.48972, -99.36861. Según la Oficina del Censo de los Estados Unidos, San Carlos II tiene una superficie total de 0.19 km², de la cual 0.18 km² corresponden a tierra firme y (1.39%) 0 km² es agua.

## Demografía
Según el censo de 2010, había 261 personas residiendo en San Carlos II. La densidad de población era de 1.399,62 hab./km². De los 261 habitantes, San Carlos II estaba compuesto por el 98.47% blancos, el 0.38% eran afroamericanos, el 0% eran amerindios, el 0% eran asiáticos, el 0% eran isleños del Pacífico, el 0% eran de otras razas y el 1.15% pertenecían a dos o más razas. Del total de la población el 98.47% eran hispanos o latinos de cualquier raza.